# Lépaud
Lépaud là một xã thuộc tỉnh Creuse trong vùng Nouvelle-Aquitaine miền trung nước Pháp. Xã này nằm ở khu vực có độ cao trung bình 350 mét trên mực nước biển.

## Địa lý
Thị trấn nằm ở thung lũng sông Voueize, cự ly khoảng 21 dặm (34 km) về phía đông bắc của Aubusson, tại giao lộ các tuyến đường D14 và tuyến đường D917. Sân bay Montluçon - Guéret nằm trong xã này.

## Dân số
| 1962                                                        | 1968 | 1975 | 1982 | 1990 | 1999 | 2006 |
| ----------------------------------------------------------- | ---- | ---- | ---- | ---- | ---- | ---- |
| 398                                                         | 459  | 427  | 368  | 344  | 342  | 356  |
| Số liệu điều tra dân số từ năm 1962 Dân số chỉ tính một lần |      |      |      |      |      |      |

## Địa điểm nổi bật
- Nhà thờ, từ thế kỷ 13.
- Lâu đài thế kỷ 15.